# Julien Palma
Julien Palma (ur. 1 stycznia 1993 w Bou) – francuski kolarz torowy, brązowy medalista mistrzostw świata.

## Kariera
Pierwsze sukcesy w karierze Julien Palma osiągał w 2009 roku, kiedy zdobył srebrny medal w wyścigu na 1 km podczas mistrzostw świata juniorów. W tej samej kategorii wiekowej zdobył jeszcze kilka medali, w tym złote w sprincie drużynowym na MŚJ oraz wyścigu na 1 km, sprincie indywidualnym i drużynowym na MEJ w 2010 roku, a także w sprincie drużynowym na MEJ i keirinie na MŚJ w 2011 roku. W 2013 roku wystartował na mistrzostwach świata w Mińsku, gdzie wspólnie z François Pervisem i Michaëlem D’Almeidą zdobył brązowy medal w sprincie drużynowym.